# Editoria digitale
L'editoria digitale è il fenomeno editoriale in cui i contenuti, l'intero processo editoriale e l'accesso ai contenuti sono attuati attraverso l'ausilio di tecnologie informatiche. L'editoria digitale ricopre diversi campi d'azione, dall'elaborazione per contenuti da stampa alla capillare diffusione tramite Internet di contenuti digitali. Ha subito diversi mutamenti, dalle sua prime apparizioni in forma ibrida nella seconda metà del Novecento, alla sua esponenziale diffusione tramite il World Wide Web. Attualmente coinvolge campi professionali del commercio e dell'apprendimento, dell'intrattenimento, dell'informazione e della libera diffusione del sapere.

## Definizione
Trattandosi di un fenomeno relativamente recente è possibile dare diverse definizioni del termine "editoria digitale". Tali definizioni, se da un lato rappresentano il processo evolutivo che ancora oggi la riguarda, dall'altro chiarificano i suoi vari campi d'azione, dalle elaborazioni pre-stampa a veri e propri contenuti in forma digitale.

### L'editoria digitale comepre-press
Con il termine pre-press si intende la fase di elaborazione del prodotto digitale che avviene per la distribuzione cartacea tradizionale. In alcuni casi il prodotto è abbinato a un sito web che riveste il ruolo di vetrina più o meno statica. Più propriamente si deve parlare di digital press, cioè di uso del computer per produrre i contenuti digitali, che tuttavia hanno sempre una versione stampata che viene considerata quella principale, ed è riprodotta fedelmente.

### L'editoria digitale comedigital publishing
Si parla di digital publishing facendo riferimento sia alla creazione del contenuto attuata con mezzi informatici, sia all'editoria elettronica per indicare la fruizione dei contenuti attraverso un dispositivo elettronico, come per esempio tablet e cellulari. Tramite un sito (che è anche libreria o bookshop) è possibile accedere al catalogo ed eventualmente ad alcune parti digitali del prodotto che tuttavia resta fruibile prevalentemente offline.

### L'editoria digitale comecontenuto Web
È possibile gestire la creazione dei prodotti e accedere ai contenuti digitali presenti su Internet tramite il download dei contenuti dal Web. L'utente finale è interattivo: può registrarsi, scaricare il catalogo, parti del prodotto o l'intero contenuto digitale. Quindi, in questa fase, si comincia a parlare propriamente di editoria digitale, in quanto cominciano a trovarsi tutti gli elementi che caratterizzano l'intero ciclo digitale, attuandosi una completa gestione digitale dell'accesso e della disseminazione dei contenuti, inclusi i servizi come l'e-commerce, l'interfaccia per la ricerca e altre funzionalità consentite all'utente. Il contesto della vendita online è sempre più favorevole e vi è un maggiore interesse nel migliorarlo.

## Storia dell'editoria digitale
Nel corso della storia la tecnologia ha messo a disposizione svariati mezzi di comunicazione e diffusione dell'informazione e del sapere, quali telegrafo, telefono, radio, televisione, calcolatore e internet, mezzi tramite il quale è stata possibile una diffusione capillare e globale di contenuti. Ultimo in ordine di apparizione, il Web ha avviato l'attuale rivoluzione dell'informazione e del sapere che si serve di internet come canale di trasmissione.
Si possono considerare tre fasi evolutive della tecnologia editoriale.

### La fase iniziale
La comunicazione fino al 1980 è avvenuta in vari modi: editoria tradizionale, posta, telegrafo, cinema, radio e televisione. I diversi settori che compongono il mondo della comunicazione in questi anni sono ben distinti e con pochi punti di contatto, vi sono inoltre molteplici creatori di contenuto. L’editoria, per esempio, si occupa esclusivamente della stampa su supporto cartaceo. Tuttavia si usa per la stampa l’elaborazione dati, attuata attraverso schede perforate, per esempio per la produzione di bibliografie e di cataloghi a stampa. È l’epoca dei grossi elaboratori, costosi e ingombranti, prodotti da IBM e da pochi altri costruttori. Per il suo ingombro e i costi elevati, il calcolatore viene limitato a calcoli complessi e a compiti di carattere amministrativo/gestionale dei processi editoriali.

### La fase ibrida
A partire dal 1980 si diffonde il Personal Computer che, abbandonando il ristretto ambito professionale, diventa un nuovo elettrodomestico, con compiti sia educativi che ludici. Grazie a ciò, il calcolatore trova applicazione in questi anni in molte attività, tra cui la memorizzazione e l’elaborazione di banche dati, di opere testuali, di suoni e immagini. È l’epoca della multimedialità, con l’integrazione in un unico supporto di testi, immagini fisse e in movimento, suoni ad alta fedeltà. Questo cambia radicalmente la mappa dell'industria della comunicazione, con maggiori sinergie tra produttori di media differenti: telefono e carta si fondono nel fax, banche dati e supporti ottici nei CD-ROM, telefono e computer nel collegamento in linea (il fenomeno è detto networking), televisione e reti di comunicazione nel Video on demand, posta e telecomunicazioni nei servizi di posta elettronica. 
Si può indicare in questi anni la nascita dell’editoria digitale. La possibilità di riprodurre il testo attraverso supporti elettronici dà vita in questi anni a un'attività editoriale, chiamata editoria multimediale. L’editoria multimediale è soprattutto dedicata alla costruzione di banche dati testuali e di immagini su CD-ROM. I primi prodotti sono le enciclopedie, i corsi di lingua, i programmi di musica, l’arte e le banche dati.
È l’epoca dell’ibridazione, in cui i diversi formati, prima separati, vengono combinati e convertiti da un supporto a un altro. Si comincia a usare il PC per la conversione di formati, dal cartaceo al digitale e viceversa. Un fenomeno importante di questa fase è da considerare il print on demand, nato con l’introduzione di Docutech, una macchina della Xerox per la memorizzazione e la stampa a domanda di testi. La razionalizzazione produttiva che realizza Docutech non è il solo vantaggio: il libro, sotto forma di file in un archivio digitale, rimane sempre disponibile, senza l’annoso problema della resa e dell'esaurimento del libro a stampa.

logo Open Access, Public Library of Science

### La fase attuale
Dal 1990 si assiste a un rapido sviluppo della telematica, con la sua diffusione tra il grande pubblico di Internet (la rete delle reti). Internet si basa sull’interconnessione globale dei computer collegati alla rete e in particolare si diffonde grazie al Web, l’organizzazione ipertestuale delle informazioni attuata dai Browser, software che consentono la navigazione.
Dalla prima esperienza Docutech, si arriva a complessi sistemi in grado di gestire l’intero processo di produzione e accesso ai contenuti. Una creazione di network di stampanti digitali, esperimento condotto dalla Xerox nel 1996, palesa la convenienza del modello “distribuisci e stampa”. Tuttavia, il fenomeno più importante di questa fase, soprattutto per l'editoria scientifica, è quello del self-publishing negli archivi aperti (open archives). A partire dal 2001, infatti, si diffonde una logica di condivisione tramite il movimento Open access, iniziativa che stimola l’auto-pubblicazione, soprattutto in ambito accademico. Malgrado il rischio della vanity press (editoria a pagamento), il movimento rilancia una funzione critica di accesso alla conoscenza.

## Ambiti e metodi di distribuzione
L'editoria digitale coinvolge figure professionali e organizzazioni che producono:
- Contenuti digitali: che per essere accessibili sono organizzati e strutturati secondo specifici standard;
- Mezzi di trasmissione dei contenuti: che sono costituiti da Internet;
- Strumenti di identificazione e accesso ai contenuti: attraverso programmi di recupero dell'informazione (motori di ricerca);
- Mezzi per usufruire dei contenuti digitali: costituiti da apposite interfacce e da altri software che consentono diverse funzionalità.

Grazie alle nuove tecnologie e in particolar modo al Web, i contenuti editoriali hanno oggi un impatto su larga scala, stimolando un nuovo ruolo del lettore che non è più soggetto passivo, ma può interagire, registrarsi e venir riconosciuto dal sistema di accesso, fino a diventare egli stesso autore.
Sintetizzando, la rivoluzione editoriale è avvenuta in particolar modo grazie al Web. A partire dal 1993 si sono diffusi due strumenti rivoluzionari per l'accesso all'informazione: gli ipertesti e i motori di ricerca. Il web è un'enorme ragnatela di ipertesti; il contenuto del Web è navigabile grazie alla sua organizzazione in siti, ossia blocchi di contenuto suddivisi in entità più piccole definite pagine, con un richiamo palese alla struttura del libro. Ma le pagine Web sono collegate tra loro tramite dei link che rimandano a un'altra porzione della pagina o a un riferimento esterno al sito che si sta navigando in quel momento. La base del Web è costituita da testi e immagini, ma con la diffusione delle connessioni a banda larga anche da contenuti audio e video, trasformando il Web in una struttura multimediale, in grado di sfruttare diverse tecnologie fino a un paio di decenni addietro distinte. La possibilità di trasformare tutte le forme di comunicazione (audio, video, immagini, testo e varie combinazioni) in digitale ha portato alla diffusione di modelli di informazione e intrattenimento a cui ormai non si può rinunciare.
Le esigenze dei destinatari cambiano, in quanto la fruizione dell'informazione non avviene più soltanto tramite il testo stampato: la multimedialità, la possibilità di stabilire percorsi personali all'interno dei contenuti e la scomparsa dell'obbligo di seguire schemi precostituiti, l'immediatezza degli aggiornamenti, la possibilità di conservare le pagine più importanti non solo sul computer, ma anche su sistemi di archiviazione online condivisibili, hanno portato nuovi bisogni informativi che obbligano i mezzi di comunicazione tradizionali (radio, televisione, giornali, libri) a reinventarsi, per tenere testa all'enorme varietà di strade aperte dalla Rete per la diffusione dell'informazione.

### Editori
Nell'ambito dei contenuti digitali, in particolare per i testi digitali, i vecchi editori si sono forniti di piattaforme di e-commerce appropriate. Spesso è il sito web dell'editore che offre l'accesso ad un catalogo online facilmente aggiornabile e consultabile su qualsiasi moderno dispositivo digitale da parte del cliente.
Attualmente uno degli editori digitali più noti è proprio Amazon, nato come libreria online, ossia come semplice distributore. Grazie all'ideazione di un e-reader economico, il Kindle, e alla messa in circolo del suo formato proprietario AZW, Amazon è divenuto oggi il più grande editore di libri digitali.
La digitalizzazione di massa attuata da Amazon è stata resa possibile da una serie di vantaggiosi accordi con gli editori che consentono spesso dei profitti maggiori grazie al costo ridotto della produzione digitale.
Per contrastare il monopolio di Amazon altri distributori si sono fatti avanti spesso con il proprio dispositivo e-reader o un software apposito dedicato alla lettura in grado di gestire i formati più diffusi e uno store apposito.
Oltre alla digitalizzazione degli store e della distribuzione, di recente si sono diffusi anche esempi di case editrici native digitali. Un esempio è l'italiana Nativi Digitali Edizioni, una realtà che si occupa della pubblicazione di ebook attraverso l'utilizzo del Social Watermark (sistema antipirateria che consiste nell'etichettare il prodotto digitale con il nome del suo acquirente). Nativi Digitali Edizioni cura anche la pubblicazione dei lavori di blog o siti in versione review-copy, il supporto ai self-publishers e naturalmente la diffusione delle opere del suo catalogo in formato PDF, EPub o MOBI/AZW.

### Editori fai da te
Numerose sono le piattaforme che consentono ai singoli autori di produrre opere digitali senza la mediazione di editori, Amazon stessa consente a chiunque di pubblicare e distribuire nella propria libreria online testi poi scaricabili sui dispositivi Kindle.
Tra le piattaforme create appositamente per tale scopo vi sono Smashwords, che garantisce agli autori il pieno controllo delle proprie opere, dei prezzi e della possibilità di promozioni. Simile è Lulu, che offre la possibilità di pubblicare sia in formato cartaceo che digitale, fornendo agli autori gli appositi strumenti per meglio gestire il proprio prodotto.

### Motori di ricerca come editori
Il primo motore di ricerca che determinava i risultati in base alle occorrenze della parola chiave inserita dall'utente, rinvenute nelle varie pagine web, è stato AltaVista (1995).
Il compito dell'editore è quello di selezionare i contenuti e riproporli in maniera strutturata; oggi a fare questo lavoro sono i motori di ricerca, basta inserire una parola chiave, la chiave di ricerca, e la stessa si restringe alla nostra area di interesse. Il motore si occupa di raccogliere tutte le risorse attinenti disponibili in rete, di segnalarci quelle che ritiene più attendibili e ci suggerisce quelle che ritiene potenzialmente interessanti; si comporta come un editore che sceglie per noi il contenuto che ritiene migliore su un determinato argomento, gli da una struttura e ci propone in qualche caso contenuti affini (ad esempio tramite una bibliografia). Da questo punto di vista Google (1997) è il più grande editore al mondo, considerata la quantità di pagine che è in grado di indicizzare e grazie alla velocità con cui restituisce i contenuti più interessanti. Attraverso i motori di ricerca è possibile ritrovare le informazioni nelle pagine dei libri stessi (un esempio è Google Books).

## La pubblicazione digitale
Le modalità di pubblicazione digitale si concretizzano in alcune macro categorie quali gli E-book, le wiki ed i blog, ognuna con differenti target e tipologie di contenuti.

### E-Book

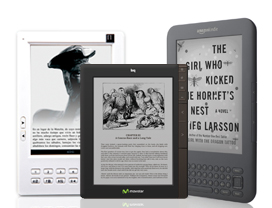
E-readers

Un e-book consiste in una struttura di bit che può essere trasportata tramite diversi supporti, quali cd-rom e la rete. Tale struttura può essere visualizzata come un libro elettronico tramite l'ausilio di computer o dispositivi mobili.

#### Tipologie di e-book
Oltre alla narrativa, che trova ampio spazio in formato digitale consentendo all'utente di possedere un grande quantitativo di testi all'interno di un unico dispositivo portatile spesso a dimensione tascabile, sono i documenti di reference quelli che hanno riscosso maggiore successo in formato elettronico. Tra questi: bibliografie, abstract, indici, dizionari, enciclopedie, elenchi, cataloghi, manuali di manutenzione. I principali vantaggi del formato elettronico sono rappresentati dall'economicità e dalla possibilità di gestire i contenuti in maniera rapida e funzionale.

##### Formati
Una suddivisione iniziale esiste tra formati testuali e formati immagine.
I libri digitali in formato immagine sono meno frequenti rispetto ai loro corrispettivi testuali; questo è dovuto a una serie di svantaggi, come le limitazioni di intervento sul testo e le dimensioni eccessive che i libri tendono ad assumere. Nonostante ciò esistono una serie di formati immagini per libri digitali come DjVu, tra i più diffusi e interessanti.
Tra i formati ideati appositamente per gli ebook e che oggi riscontrano il maggior successo abbiamo:
1. Epub. Il formato indicato dall’estensione epub è il formato standard, libero e aperto, dei libri digitali. Per il lettore, i vantaggi principali di questo formato sono due: può essere letto dalla maggior parte dei lettori di ebook e permette di personalizzare al massimo l’esperienza di lettura. Ad esempio, consente al testo di adattarsi automaticamente in base al dispositivo di visualizzazione.
2. Mobi. Il formato indicato dall’estensione mobi è alla base del formato proprietario scelto da Amazon nel 2005: Dopo alcune modifiche, rinominato AZW, rappresenta lo standard per gli eBook distribuiti da Amazon. L’ereader di Amazon, il Kindle, può leggere solo ebook in formato AZW-Mobi, ma gli ebook in formato Mobi possono essere letti anche senza un dispositivo Kindle (ad esempio tramite apposite applicazioni su svariati dispositivi).
3. Pdf. È il formato tradizionale per i documenti destinati alla stampa, sviluppato da Adobe nel 1993. Particolarmente diffuso ed in genere preferito dagli utenti sui personal computer.

### WikiWikiWeb
I WikiWiki Web sono sistemi per la gestione della conoscenza basati sulle tecnologie del Web estremamente semplici da utilizzare.
Wiki può essere utilizzato per il Personal Knowledge Management (PKM), o il Personal Information Management (PIM): cioè la gestione di documenti, risorse personali, segnalibri, contatti che ciascuno deve organizzare. L’utilizzo preferenziale è tuttavia di comunità: è particolarmente utile per la gestione condivisa di progetti, per un supporto a Comunità di pratica (CoP), per la scrittura (collaborativa) di articoli o libri. Può anche trovare utilizzi per FAQ e strumenti di supporto agli utenti dei sistemi informativi.
Il Wiki dà indubbi vantaggi, come la facilità di installazione e la facilità di uso. Stimola l’associazione creativa di idee e invita alla collaborazione, anche con la funzionalità di aiutare a ricordare e a gestire molte informazioni di singoli e di comunità.
Un esempio di comunità informativa digitale è Wikipedia: un’enciclopedia online, consultabile gratuitamente, che dal 2001 ad oggi ha raggiunto più di 35 milioni di voci in oltre 280 lingue.

### Blog
Il blog: è un diario in rete. Il termine blog è la contrazione di web log, ovvero "traccia su rete". 
Il blog è soprattutto un mezzo di espressione per il giornalismo partecipativo; pertanto,  può considerarsi un esempio di citizen media (mezzo collaborativo/partecipativo).
I vantaggi dei blog nelle situazioni d’emergenza sono molteplici:
1. La velocità d’aggiornamento.
2. La possibilità di editare facilmente sul blog attraverso il solo browser e una connessione internet; questo presupposto è facilitato dai servizi wireless e di navigazione mobile ad alta velocità 4G, l’atto di aggiornare una pagina online attraverso dispositivi mobili quali smartphone e tablet è definito “moblogging”.
3. La possibilità di introdurre qualsiasi tipo di materiale multimediale (audio, video, immagini), dando un'impronta ancora più realistica e vivida a ciò che si scrive, e mettendo in risalto la trasparenza e il valore genuino del racconto personale.

Allo stesso tempo, connessi alla natura stessa della blogosfera, sussistono insidiosi svantaggi, quali la produzione di informazione pulviscolare (cioè di materiale difficilmente rintracciabile col passare del tempo) e atti di puro sciacallaggio.

### Il libro liquido
Con l'espressione "libro liquido" (in inglese: liquid book) si intende un prodotto editoriale che oltre alle classiche immagini e testo, contiene anche audio, video (podcast), realtà aumentata, rimandi a materiali esterni di tali tipologie, e che adatta il layout di presentazione a seconda del supporto, del tipo di schermo e delle preferenze selezionate dagli utenti, ad esempio per passare da una modalità audio a una video e viceversa. Il libro liquido adatta automaticamente la dimensione del font, i margini e la risoluzione delle immagini e del video, ottimizzandoli per lo smartphone piuttosto che per il notebook personale che si sta utilizzando. All'utente è richiesto di scaricare un'app utilizzabile anche senza connettersi a Internet, oppure di registrarsi al sito dell'editore.
La parola "liquida" si riferisce appunto al fatto che "il suo contenuto – saggio o romanzo o testo scolastico – può cambiare forma, assumendo di volta in volta quella del contenitore in cui viene versato e può essere letto sullo schermo di un personal computer, di un tablet o su un ebook reader".  Il libro liquido è basato sulla rete, è multimediale, multidimensionale, aperto e in costante aggiornamento.
La natura "liquida" non riguarda soltanto il formato di presentazione, ma anche i contenuti, che diventano organizzabili secondo molteplici livelli di lettura in una gerarchia navigabile, con dizionari interattivi e la possibilità di evidenziare porzioni di testo, associandovi note e segnalibri personalizzati, che si possono condividere in rete con altri utenti.
Il libro liquido è inteso non soltanto come un mezzo di fruizione di contenuti ludici, ma anche come uno strumento di ricerca e di apprendimento con un approccio di tipo esperienziale e interattivo, adattabile a interventi di learning by doing in un contesto lavorativo e professionale.

Al 2019, vari editori italiani di testi scolastici lo forniscono come un'espansione dei tradizionali libri di testo cartacei, intendendolo di fatto come un ulteriore formato di presentazione degli e-book, anziché come un prodotto editoriale a sé stante. Il formato epub2 già implementa la funzionalità di adeguamento della formattazione di testo e immagini a seconda del dispositivo elettronico di visualizzazione.

## Linguaggi di codifica per i testi digitali
Essendo il testo un oggetto complesso, richiede diversi livelli di codifica. I cosiddetti linguaggi di alto livello consentono di individuare, selezionare e classificare gli elementi significativi del testo. I linguaggi che consentono questo tipo di operazioni sono detti linguaggi di marcataura (markup language) tramite i quali è possibile descrivere i meccanismi strutturali semantici o di presentazione del testo stesso. 
Nelle fasi dell'editoria digitale trovano ampio spazio differenti tipologie di linguaggi di codifica, quali:
- Linguaggi procedurali (RTF, LaTeX)
- Linguaggi dichiarativi (SGML, HTML, XML, CSS, XSL)

### Text Encoding Initiative
La TEI, Text Encoding Initiative, costituisce uno standard internazionale che si pone l'obiettivo di rappresentare fedelmente i testi in formato digitale con attenzione alle esigenze di biblioteche, musei, case editrici e studiosi. L'utilizzo dello standard TEI consente la produzione di documenti portabili facilmente archiviabili e gestibili. Si incentra principalmente sulla codifica di testi letterari del passato per garantirne la preservazione più a lungo possibile.
I suoi sviluppatori, partendo da SGML ed XML hanno poi definito una DTD specifica le cui caratteristiche sono pubblicate nel documento Guidelines for Electronic Text Encoding and Interchange, consultabile online.

## Copyright
A differenza di quanto accade per i contenuti cartacei, in cui la violazione di copyright, intesa come intera riproduzione di un'eventuale opera già edita, risulta difficile per chiunque non disponga di mezzi e fondi sufficienti per replicare un testo, con l'avvento del contenuto digitale la questione assume proporzioni completamente differenti. La riproduzione di un e-book, come qualunque altro tipo di file, è alla portata di qualsiasi utente.

### DRM
Il funzionamento di base del Digital Rights Management (DRM) consiste in un sistema di crittografia tramite il quale un documento viene cifrato e reso utilizzabile solo dal legittimo proprietario fornito di apposita licenza. Questo sistema previene la copia illegale del documento e permette agli autori di contenuti digitali di proteggere, identificare e tracciare le proprie opere.
I DRM sono stati criticati per la loro eccessiva vulnerabilità ai criminali informatici e per questo sono stati oggetto di modifiche come nel caso del social DRM che non limita più l'utilizzo del file nel tempo o nella destinazione d'uso prefissata all'acquisto ma, tramite l'inserimento di informazioni riguardanti il proprietario come nome e indirizzo e-mail, rende possibile risalire ad un nominativo specifico in caso di immissione in una rete pirata agendo in questo modo da deterrente contro il file sharing illegale.

### Creative Commons
Le licenze di tipo Creative Commons nascono per regolamentare la distribuzione gratuita di contenuti digitali tramite un sistema di cessione di parte dei diritti al pubblico e il mantenimento di alcuni da parte del detentore originario. Le varie tipologie di licenze possono essere consultate online.
Le quattro licenze base sono: Attribuzione (BY), Non commerciale (NC), Non opere derivate (ND), Condividi allo stesso modo (SA); 
Dalla loro combinazione prendono forma le sei tipologie di licenze pubbliche così riportate ufficialmente sul sito di CreativeCommons Italia:
- Le Creative Commons Public Licenses (CCPL) italiane

1. Attribuzione 3.0. Consente di condividere e modificare l'opera a patto di menzionare l'autore originario.
2. Attribuzione - Non opere derivate 3.0 Consente di condividere l'opera menzionando l'autore e non apportando modifiche.
3. Attribuzione - Non commerciale - Non opere derivate 3.0 Non consente l'utilizzo commerciale dell'opera ma solo la possibilità di condividerla menzionando l'autore e non apportando modifiche.
4. Attribuzione - Non commerciale 3.0 Non consente l'utilizzo commerciale ma consente la modifica è la condivisione dell'opera a patto che venga menzionato l'autore e venga tenuta nota delle modifiche apportate.
5. Attribuzione - Non commerciale - Condividi allo stesso modo 3.0 Non consente l'utilizzo commerciale ma consente di modificare e condividere l'opera a patto che venga menzionato l'autore e che venga riutilizzata la licenza originaria.
6. Attribuzione - Condividi allo stesso modo 3.0 Consente di modificare e condividere l'opera a patto che venga menzionato l'autore originario e che venga mantenuta la stessa licenza.